# Irina Pabst
Irina Pabst (* 2. Dezember 1928 in Berlin; † 1. Mai 2004 ebenda; eigentlich Irina von Udinzeff) war eine Filmschauspielerin und Modedesignerin russischer Abstammung. Sie wurde durch ihr Engagement in der AIDS-Hilfe bekannt.

## Leben und Wirken
Irina Pabst wurde in Berlin als Kind russischer Emigranten geboren. Ihr Vater war der weißgardistische Oberst Franz von Udinzeff, welcher vor der russischen Revolution floh.
Nach dem Abitur studierte sie Sprachen an der Humboldt-Universität und besuchte die Schauspielschule. Unter ihrem Künstlernamen „Irina Garden“ spielte sie zwischen 1952 und 1956 in einigen deutschen Filmen mit; ihr bekanntester Film ist Die Spur führt nach Berlin. 1955 heiratete sie Pierre Pabst, der später Leiter des Zentrallektorats im Axel Springer Verlag war und zog sich kurz darauf ins Privatleben zurück. 1993 initiierte sie die erste Aidsgala in der Deutschen Oper Berlin.
2000 erhielt sie das Bundesverdienstkreuz und 2001 wurde sie für ihr Engagement mit dem Berliner Bären ausgezeichnet.
2004 nahm sich Irina Pabst das Leben. Sie wurde auf dem russischen Friedhof in Berlin-Tegel (Bezirk Reinickendorf) beigesetzt.

## Filmographie
- 1952: Die Spur führt nach Berlin
- 1954: Die sieben Kleider der Katrin
- 1954: Der Zarewitsch
- 1955: Ihre große Prüfung
- 1955: Die Wirtin an der Lahn
- 1956: Frucht ohne Liebe